# NGC 6138
NGC 6138 في الفهرس العام الجديد، هي مجرة، تقع في كوكبة الجاثي. اكتشفت في 2 سبتمبر 1872 بواسطة إدوارد ستيفان.

## روابط خارجية
- NGC 6138 على موقع ويكي سكاي: DSS2, SDSS, GALEX, IRAS, Hydrogen α, X-Ray, Astrophoto, Sky Map, Articles and images